# أندريا ميتشل داريغو
أندريا ميتشل داريغو (بالإيطالية: Andrea Mitchell D'Arrigo)‏ (مواليد 28 أبريل 1995) هو سبّاح إيطالي، مثّل بلاده في الألعاب الأولمبية الصيفية 2016.

## روابط خارجية
أندريا ميتشل داريغو على موقع الاتحاد الدولي للسباحة (الإنجليزية)
- أندريا ميتشل داريغو على موقع SwimRankings.net (الإنجليزية)
- أندريا ميتشل داريغو على موقع اللجنة الأولمبية الدولية (الإنجليزية)
- أندريا ميتشل داريغو على موقع أوليمبيديا (الإنجليزية)